# Henri Prilleux
Henri Jules Prilleux (* 15. Mai 1880 in Reims; † unbekannt) war ein französischer Turner.

## Leben und Karriere
Prilleux turnte für den Verein Société de Gymnastique La Rémoise aus seiner nordostfranzösischen Heimatstadt Reims. Er nahm an den zweiten Olympischen Sommerspielen 1900 in der Hauptstadt Paris teil, belegte in dem als „Championnat International de Gymnastique“ bezeichneten Einzelmehrkampf (dem einzigen ausgetragenen Wettbewerb im Turnen) den 131. Rang unter 135 Teilnehmern und erreichte dabei nach Austragung der sechzehn Disziplinen insgesamt 149 von 320 maximal möglichen Punkten.